# Kang Young-sook
Kang Young-sook (en hangeul :  강영숙) est une romancièe sud-coréenne née le 10 novembre 1967 à Chuncheon dans la province de Gangwon.

## Biographie
Kang Young-sook est née le 10 novembre 1967 à Chuncheon dans la province de Gangwon, région où elle a passé la majeure partie de son enfance. Elle a travaillé comme dactylo dans une société de négoce avant d'intégrer l'Institut des arts de Séoul avec pour spécialité l'écriture créative. Elle a aussi été rédactrice en chef à l'Institut des Arts de Séoul et en 1998 elle a fait ses débuts littéraires avec sa nouvelle Un repas en août (Parworui siksa) publiée dans le journal Seoul Shinmun, qui a remporté le concours littéraire du printemps de ce journal. Son premier recueil de nouvelles s'intitule Bouleversé (Heundeullida) ; il est paru en 2002. Elle publie ensuite Chaque jour est une fête (Nalmada chukje, 2004) et Sur le noir dans le rouge (Ppalgang sogui geomjeong-e daehayeo, 2009). Son long roman Rina (2006) a été publié en feuilleton dans la revue trimestrielle littéraire Joongang. Elle a participé au Festival des jeunes écrivains de Séoul et au Forum de la Littérature d'Asie de l'Est en 2008. Depuis 1990, elle est membre consultatif de l'Académie du Dialogue coréen, qui est impliqué dans diverses campagnes sociales, y compris dans le mouvement social chrétien, dans les problèmes d'environnement, organisme qui vise aussi à encourager les discussions entre les différentes religions. Elle a été résidente à l'université Hōsei au Japon en 2007. Son principal centre d'intérêt est l'environnement. En 2009, elle a aussi participé à un programme de l'université d'Iowa.

## Œuvre
L'Institut coréen de traduction littéraire (LTI of Korea) dit à propos de son travail : 
Son premier recueil de nouvelles intitulé Bouleversé (Heundeullida, Éditions Munhakdongne, 2002) a attiré l'attention du public notamment avec ses thèmes féministes et grâce à l'imagination débordante du récit. Son deuxième recueil, Chaque jour est une fête (Nalmada chukje, Éditions Changbi, 2004), porte sur les questions existentielles de la vie dans une société capitaliste et englobe à ce titre une perspective sociale plus large que son premier recueil.

## Distinctions
- 2011 : Prix littéraire Kim Yu-Jeong[4]
- 2011 : Prix de littérature pour la jeunesse Baek Shin-Hye
- 2006 : Prix littéraire Hanguk Ilbo